# Reservatenkommissar
Der Reservatenkommissar war ein Staatsbeamter der Landgrafschaft Hessen-Kassel, der mit der Wahrnehmung der hessen-kassel’schen Hoheitsrechte und Kirchengewalt zunächst in deren Teil der ehemaligen Niedergrafschaft Katzenelnbogen beauftragt war. Nachdem 1655 und 1658 durch Erbschaft der gesamte zur so genannten Rotenburger Quart gehörende übrige Teil der Landgrafschaft Hessen-Kassel ebenfalls an den 1652 zum römisch-katholischen Glauben übergetretenen Landgrafen Ernst I. aus der Nebenlinie Hessen-Rotenburg gefallen war, wurden auch dort Reservatenkommissare eingesetzt.

## Vorgeschichte
Die nach dem Westfälischen Frieden 1648 an Hessen-Kassel zurückerstatteten Gebiete der ehemaligen Niedergrafschaft Katzenelnbogen wurden dem jüngsten Sohn des verstorbenen Landgrafen Moritz von Hessen-Kassel (1572–1632) und dessen zweiter Frau Juliane von Nassau-Dillenburg (1587–1643), dem Landgrafen Ernst I. aus der Nebenlinie Hessen-Rotenburg, übertragen, der damit die so genannte jüngere Linie Hessen-Rheinfels begründete. Hessen-Kassel behielt jedoch reichsrechtlich die Landeshoheit.

## Regensburger Vertrag 1654
Als Landgraf Ernst am Dreikönigstag 1652 zum römisch-katholischen Glauben konvertierte, ergaben sich Komplikationen hinsichtlich der kirchenrechtlichen Oberhoheit in seinem Herrschaftsbereich. Mit dem zwischen Wilhelm VI. von Hessen-Kassel, der sich die Kasseler Landeshoheit unter keinen Umständen entwinden lassen wollte, und Ernst von Hessen-Rheinfels im Jahre 1654 geschlossenen Vertrag von Regensburg wurden das in der Niedergrafschaft etablierte lutherische und das von den Kasseler Landgrafen observierte und favorisierte reformierte Kirchenwesen in Hessen-Rheinfels unter Kasseler Oberaufsicht gestellt. Landgraf Ernst wurde der Bau katholischer Kirchen in St. Goar, Nastätten und Langen-Schwalbach gestattet. Der Erzbischof von Trier übte zu St. Goar und Nastätten, der von Mainz zu Langen-Schwalbach die katholischen Diözesanrechte aus.

## Der Reservatenkommissar
Zur Durchsetzung und Überwachung der Kasseler Diözesanrechte wurde ab 1. Januar 1655 das neue Amt des reformierten Reservatenkommissars mit Sitz in St. Goar geschaffen, dessen Inhaber als ständiger Kommissar des reformierten Konsistoriums von Kassel amtierte. Seine Aufgabe war es, keine Ausdehnung des Katholizismus über die im Regensburger Vertrag festgelegten Vereinbarung hinaus zuzulassen; etwaige Versuche in dieser Richtung sollten im Verein mit dem lutherischen Superintendenten und dem reformierten Pfarrer zu St. Goar abgewendet werden. Auch sollte er ungebührliches Verhalten der lutherischen Pfarrer und Schuldiener dem Superintendenten und, wenn dieser nicht einschritt, dem Konsistorium melden und die reformierten Pfarrer und Schuldiener in St. Goar beaufsichtigen. Schließlich gehörte zu seinen Aufgaben auch die Verpflichtung der Geistlichen, Superintendenten und Inspektoren im Namen des Konsistoriums, so dass diese dazu nicht bis nach Kassel reisen mussten.
Der Reservatenkommissar war, wie zu erwarten, wegen des konfessionellem Gegensatzes weder bei den Rheinfelser Regenten noch bei der Bevölkerung und Geistlichkeit beliebt. Da das Konsistorium im weit entfernten Kassel normalerweise alle Kirchensachen und Personalfragen gemäß den Empfehlungen der Reservatenkommissare entschied, waren letztere die faktischen Kirchenregenten der Niedergrafschaft. Da sie außerdem auch die Befugnisse der Superintendenten zu beschneiden suchten und diesen seit der Reformation bestehenden Titel im Jahre 1681 auch noch abschafften, waren sie zeitweise ausgesprochen verhasst. Einer von ihnen, Wolrad Reinhard, sah sich 1718 unter den Drohungen seiner Gegner sogar gezwungen, aus St. Goar zu fliehen. Die Reservatenkommissare waren vor ihrer Berufung in dieses Amt Offiziere, Zollbeamte, Juristen oder Amtmänner gewesen und hatten daher keine oder kaum Erfahrung mit kirchlichen und theologischen Dingen. Sie wurden daher zumeist und zu Recht als bürokratische Aufseher und Polizisten und nicht als Pfleger und Hüter des evangelischen Kirchenwesens betrachtet. Tatsächlich sahen die meisten von ihnen ihre Aufgabe mehr in der Beschränkung des evangelischen als, wie es ihrem ursprünglichen Auftrag entsprochen hätte, der des römisch-katholischen Kirchenwesens.
Ab 1768, als die allgemeine Landesvermessung und der Steuerkataster fertiggestellt waren, waren die Reservatenkommissare zugleich die Kataster- und Fortschreibungsbeamten der Niedergrafschaft. Nach der Abtretung des linken Rheinufers 1795 wurde ihr Amtssitz von St. Goar nach Langen-Schwalbach verlegt.

## Amtsinhaber
Die Reservatenkommissare in Hessen-Rheinfels waren:
1. Johann Konrad Nordeck, vorher Kapitän, 1655–1662
2. Johann Gottfried von Steprode, vorher hessischer Rat, 1662–1670
3. Johann David Viele, vorher Zollschreiber zu St. Goar, 1671–1679
4. Valentin Kanler, vorher Steuerprokurator in Kassel und Samtzollschreiber zu St. Goar, 1679–1691
5. Johann. Debel, vorher Oberkriegs- und Landkommissar in Kassel, 1691–1703 (gleichzeitig auch Samtzollschreiber)
6. Wolrad Reinhard, vorher Forst- und Jagdsekretär in Kassel, 1703–1718
7. Jost Heinrich Appold, vorher Zollschreiber zu St. Goar, 1718–1728
8. Johann Georg Beza, 1728–1758
9. Johann Konrad Gössel, vorher Auditeur in Kassel, 1758–1770
10. Johann Georg Resius, 1771–1778
11. Peter Friedrich Vietor, vorher Regierungsprokurator in Kassel, 1778–1786
12. Georg Schmerfeld, vorher Richter und Rheinzoll-Erheber in St. Goar, 1788–1792
13. Karl Friedrich Zipf, vorher Kriegsrat, 1792–1805 (ab 1792 auch Katasterbeamter; ab 1795 in Langen-Schwalbach)
14. Karl Arstenius, vorher Oberauditeur beim hessischen Garderegiment, 1805–1816
15. Karl Friedrich Koch, vorher Justizbeamter in Spangenberg, 1816–1818

## Reservatenkommissare in anderen Gebieten
Hessen-Kassel setzte später auch Reservatenkommissare für die anderen Teilgebiete der Rotenburger Quart ein, nachdem diese durch den Tod von Ernsts Brüdern Friedrich (1655) und Hermann (1658) an Ernst gefallen waren. So gab es auch einen Reservatenkommissar für die beiden Exklaven Neuengleichen und Herrschaft Plesse bei Göttingen, die im Jahre 1627 der Rotenburger Quart zugeschlagen worden waren und 1655 an Ernst von Hessen-Rheinfels fielen.